# Zawadzkie Huta
Zawadzkie Huta – towarowa stacja kolejowa w Zawadzkiem, w województwie opolskim, w Polsce.